# Пантаниса
Пантаниса (на гръцки: Παντάνασσα) със старо име до 1953 г. Манданица (на гръцки: Μανδάνισα) е голямо равнинно село в дем Агринио, Гърция. 
Намира се на северния бряг на езерото Трихонида и на 15 км от Агринио. Исторически е част от Апокуро.